# ديان دجاكوفيتش
ديان دجاكوفيتش (Dejan Jakovic) (16 يوليو 1985 في كارلوفاتش في كرواتيا – )؛ هو لاعب كرة قدم سابق كان يلعب كمدافع. يلعب مع منتخب كندا لكرة القدم منذ عام 2008.

## وصلات خارجية
- ديان دجاكوفيتش على موقع رابطة كرة القدم اليابانية للمحترفين (اليابانية)
- ديان دجاكوفيتش على موقع الدوري الأمريكي (الإنجليزية)
- ديان دجاكوفيتش على موقع قاعدة بيانات كرة القدم.إي يو (الإنجليزية)
- ديان دجاكوفيتش على موقع ناشيونال فوتبول تيمز (الإنجليزية)
- ديان دجاكوفيتش على موقع Soccerway.com (الإنجليزية)
- ديان دجاكوفيتش على موقع عالم كرة القدم.نت (الإنجليزية)

- National Football Teams

قالب:تشكيلة نادي لوس انجلوس